# Dienstonderscheiding van de Landweer
De Dienstonderscheiding van de Landweer (Duits: Dienstauszeichnung der Landwehr) van het groothertogdom Mecklenburg-Schwerin was een in twee graden verleende onderscheiding voor vrijwilligers in de Landweer, een reserveleger, die van 1874 tot 1913 werd toegekend. De onderscheiding werd in 1874 door groothertog Frederik Frans II ingesteld en in 1913 door zijn kleinzoon groothertog Frederik Frans IV gewijzigd.
Na de val van de Mecklenburgse monarchie in november 1918 hielden de ridderorden en onderscheidingen van het groothertogdom op te bestaan. Toch moesten er ook daarna nog militaire jubilea worden herdacht in wat restte van de regimenten. Daarom werden de medailles voor de Landweer nog tot 1924 gebruikt.
In de jaren 1874 tot 1913 was het een gesp op een klein stukje purperrood lint met blauw-gele bies, in Duitsland een "Schnalle" genoemd. Op het lint is tussen twee kruisen het groothertogelijke monogram "FF.II" met gele zijde in sierlijke Gotische letters geborduurd. De eenvoudige rechthoekige gesp is van zwartgemaakt ijzer. Tussen 1913 en 1924 was het een koperen medaille die aan hetzelfde lint op de borst werd gedragen. Tussen 1913 en 1924 was het een koperen medaille die aan hetzelfde lint op de borst werd gedragen.
Hetzelfde lint werd ook voor het Militaire Dienstkruis voor onderofficieren en manschappen en het Officiersdienstkruis gebruikt.
De gesp werd ook als miniatuur gedragen.
Tussen 1875 en 1913 bestond in het naburige Mecklenburg-Strelitz een soortgelijke gesp voor de Landweer met op het lint het monogram "F.W". Ook deze schnalle werd door een medaille vervangen. Zie: Dienstonderscheiding voor de Landweer (Mecklenburg-Strelitz).